# Club Deportivo Arsenal SAO
El Club Deportivo Arsenal SAO es un club de fútbol Hondureño con sede en el municipio de Cantarranas, Francisco Morazán. Actualmente juega en la Liga de Ascenso de Honduras.

## Historia
El club fue fundado el 12 de Junio del 2012 en el municipio de San Antonio de Oriente, en el Departamento de Francisco Morazán inspirado en el Arsenal Football Club, específicamente el de la temporada 2001-02, equipo al que su presidente y fundador admiraba mucho. Empezó a jugar fútbol burocrático en la liga local.

### Ascenso a Liga Mayor
El club logra ascender a Liga Mayor en el 2018, debido a que su municipio no cuenta con una liga de esta categoría, el club se mueve al municipio de Jacaleapa, Departamento de El Paraíso a jugar en su liga.
Para 2019, el club decide afiliarse en la Liga Mayor del Municipio de Cantarranas, donde deciden establecerse definitivamente en el municipio. En Dicha liga logran ser campeones de liga mayor por primera vez en su historia.

### Ascenso A Segunda División
El 11 de Junio del 2021, logran hacer historia al derrotar al Atlético Panamericano de Nacaome 2-1 y logran ascender a Segunda División por primera vez en su Historia.
Ya en Segunda, debutan frente al Juticalpa Fútbol Club de visita donde caen 2-1 en su primer partido.
En el Torneo Clausura 2025 vuelven a hacer historia al llegar a una final de Ascenso contra el Atlético Independiente de Siguatepeque, en el primer partido de local empatan 1-1 y en el partido de vuelta, esta vez de visita, el Arsenal SAO cae 2-1, perdiendo su primera final con un global 3-2 quedando como subcampeón y siendo está su mejor participación en la liga hasta la fecha.

## Estadio
Juegan de local en el Estadio Francisco Gaitán Agüero ubicado en el pintoresco municipio de Cantarranas, Francisco Morazán. Tiene Capacidad para unos 1,000 aficionados y cuenta con iluminación para partidos nocturnos.

## Datos del Club
- Temporadas en Liga Nacional: 0
- Temporadas en Liga de Ascenso: 4 (2021-Act)
- Temporadas en Liga Mayor: 3 (2018-2021)
- Estadio: Estadio Francisco Gaitán Agüero
- Títulos de Liga de Ascenso: 1 (Subcampeón Clausura 2025)
- Fecha de fundación: 12 de Junio del 2012

## Palmarés

### Títulos nacionales
- Liga Mayor de Fútbol de Honduras (1): 2021

### Subcampeonatos nacionales
- Liga de Ascenso de Honduras (1): Clausura 2025

## Uniforme
- Uniforme titular: Camiseta negra con detalles rojos, short y medias negras con detalles rojos.
- Uniforme alternativo: Camiseta negra, short y medias blancas.

### Indumentaria y Patrocinadores
| Período         | Proveedor |
| --------------- | --------- |
| 2024 - Presente | Huriver   |

| Período         | Patrocinador          |
| --------------- | --------------------- |
| 2024 - Presente | Azucarera Tres Valles |

## Escudo
El escudo del club consta en un molde de escudo rojo, con un casco romano y un Balón de Fútbol como base principal, abajo se encuentra la leyenda Arsenal SAO-Cantarranas.

## Afición
A pesar de no ser un club oriundo de Cantarranas, el club a logrado ganar una afición alentadora y unida con la afición de San Antonio de Oriente.

## Enlaces Externos
- Página oficial del Club

- Datos: Q135293389